# Dzięciur różowobrzuchy
Dzięciur różowobrzuchy (Melanerpes lewis) – gatunek średniej wielkości ptaka z rodziny dzięciołowatych (Picidae), zamieszkujący zachodnią Amerykę Północną. Nie jest zagrożony wyginięciem.

## Taksonomia
Gatunek został po łacinie i po angielsku (Lewis’s Woodpecker) nazwany na cześć Meriwethera Lewisa, amerykańskiego odkrywcy podróżującego po Stanach Zjednoczonych w czasie zakupu Luizjany. Nie wyróżnia się podgatunków.

## Morfologia
Dzięciur różowobrzuchy jest jednym z największych gatunków dzięciołów występujących na terenie Stanów Zjednoczonych. Ptak osiąga rozmiary od 25 do 30 cm. Waży 85–138 g. Upierzenie dzięciura jest głównie w kolorach czerwonym na brzuchu, ciemnoczerwonym na twarzy oraz czarnym z zielonym połyskiem na grzbiecie i skrzydłach, a w okolicach szyi i na piersi najczęściej szare. Obie płcie są do siebie podobne, ale samice są nieco mniejsze.

## Występowanie
Ptaki występują głównie na terenie zachodniej części Stanów Zjednoczonych oraz na granicy z Meksykiem. W sezonie letnim ptaki te często przemieszczają się głęboko na północ w rejony południowo-zachodniej Kanady. Dzięciury występują głównie w rejonach pokrytymi lasami sosnowymi, a także w innymi miejscach o dużym zagęszczeniu drzew iglastych, co jest dość nietypowym zachowaniem dla dzięciołowatych zamieszkujących Stany Zjednoczone.

## Pożywienie
Głównym pożywieniem ptaków są owady znajdujące się wewnątrz drzew, a także owady latające (komary itp., co jest niezwykłym zwyczajem dla dzięciołowatych) oraz orzechy i owoce leśne. W czasie sezonu zimowego dzięciury często magazynują pożywienie, którymi zazwyczaj są jeżyny oraz jagody.

## Rozród
Gniazda umieszczane są w dziuplach lub szczelinach najczęściej spróchniałych lub chorych drzew. Samice składają od 5 do 9 jaj. Inkubacja trwa 12–16 dni. Po wykluciu się piskląt zarówno samce, jak i samice opiekują się potomstwem. Młode opuszczają rodzinne gniazdo około 4–5 tygodni po wykluciu.

## Status
W Czerwonej księdze gatunków zagrożonych IUCN dzięciur różowobrzuchy klasyfikowany jest jako gatunek najmniejszej troski (LC, Least Concern). W 2017 roku organizacja Partners in Flight szacowała liczebność populacji lęgowej na 69 tysięcy osobników. Trend liczebności populacji jest spadkowy.